# Timothy A. Smiddy

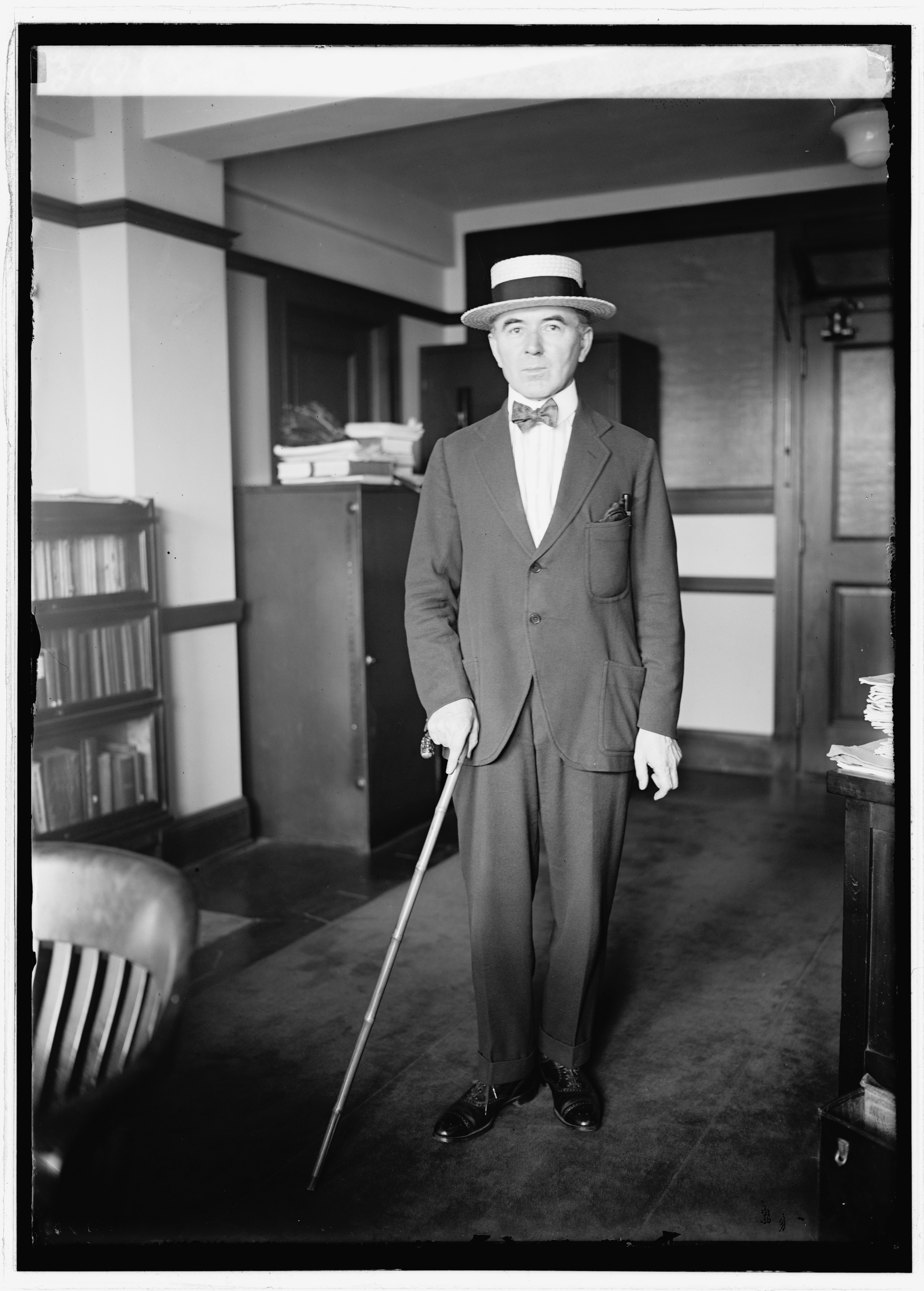
Timothy A. Smiddy (1924)

Timothy Aloysius Smiddy (* 1875; † 1962) war ein irischer Ökonom und Diplomat.
Smiddy studierte in Frankreich und Deutschland. Vor seiner Entsendung 1922 in die Vereinigten Staaten war er Professor (1909–1924) und Dekan am University College Cork. Nachdem die Vereinigten Staaten diplomatische Beziehungen mit Irland aufnahmen, konnte Smiddy, der sich bereits einige Zeit als inoffizieller Vertreter des Irischen Freistaates in Washington aufhielt, im Juni 1924 als Gesandter die Leitung der irischen Vertretung in Washington, D.C. übernehmen. Im Oktober desselben Jahres übergab er sein Akkreditierungsschreiben. Er bekleidete diesen Posten bis 1929.
Danach war er von 1929 bis 1930 Hochkommissar im Vereinigten Königreich, gehörte von 1930 bis 1933 der Tariff Commission in Dublin an und bekleidete schließlich von 1933 bis 1945 ein hohes Amt im Department of Local Government.
Smiddy war ein enger Freund von Arthur Griffith und Michael Collins. Auch Éamon de Valera ließ sich in ökonomischen Fragen von dem Ökonomieprofessor beraten.